# Арлекин

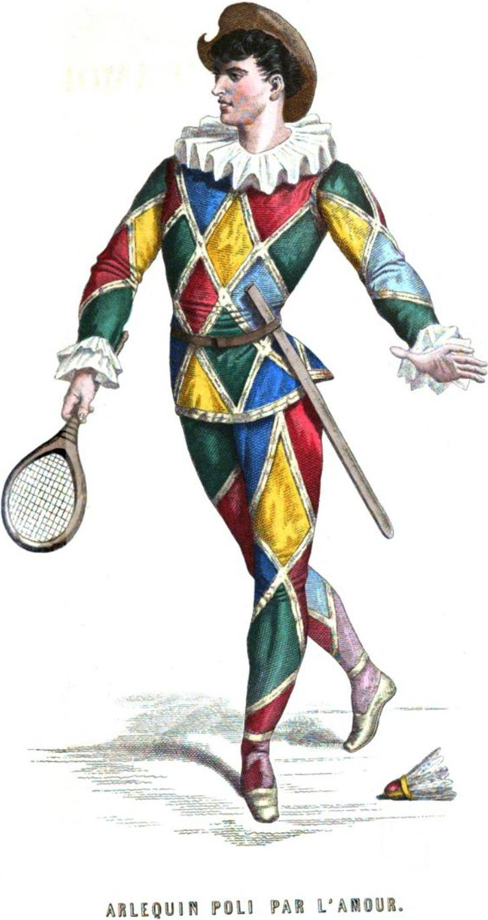
Арлекин. Иллюстрация к пьесе Мариво (1878)

Арлекин, Арлеккино (итал. Arlecchino, фр. Arlequin) — персонаж итальянской комедии дель арте, второй дзанни; самая популярная маска итальянского площадного театра. Представляет северный (или венецианский) квартет масок, наряду с Бригеллой (первым дзанни), Панталоне и Доктор. Также Арлекин является персонажем повестей-сказок «Приключения Пиноккио. История деревянной куклы» и «Золотой Ключик, или Приключения Буратино», в обоих произведениях он кукла, в первой книге — партнёр Пульчинелла, во второй книге — партнёр Пьеро по сцене.

## Описание
- Происхождение: уроженец Бергамо (Ломбардия)[1], переехавший в поисках лучшей доли в богатейший город — Венецию.
- Занятие: слуга (дзанни).
- Костюм: крестьянская рубаха и панталоны, обшитые разноцветными заплатками — кусками ткани в форме ромбов. Костюм очень красочный; преимущественно жёлтый, но встречаются куски разных цветов — зелёный, голубой и красный. На голове у него шапочка, украшенная заячьим хвостиком или, позже, бубенчиками. На поясе — кошель или деревянный меч[2]. Обут в очень лёгкие туфли, которые позволяют ему свободно перемещаться и совершать акробатические трюки.
- Маска: чёрная полумаска с длинным носом[2]. Лоб и брови нарочито выделены, с чёрными взъерошенными волосами. Пухлые щёки и круглые глаза указывают на его обжорство.
- Поведение: Арлекин весел и наивен, не так умён, не так ловок, не так изворотлив, как Бригелла, потому легко совершает глупости, но следующие за этим наказания воспринимает с улыбкой. Он лентяй и ищет любой возможности увильнуть от работы и подремать, он обжора и бабник, но при этом учтив и скромен. И если Бригелла вызывает восхищение своей ловкостью, то Арлекин должен вызывать сочувствие к его смешным невзгодам и ребяческим горестям.

## Предыстория
Имя Арлекина происходит от имени озорного «дьявола» или «демона» французских народных театрализованных мистерий страстей Христовых. Слово происходит от старофранцузского herlequin, hellequin и впервые упомянуто у Одерика Виталия в «Церковной истории» (Historia Ecclesiastica, XII век). Он рассказывает историю о монахе, которого преследовала армия демонов, когда он ночью странствовал по побережью Нормандии. Этих демонов возглавлял гигант в маске с дубинкой, и они были известны как familia herlequin. Эта средневековая французская версия германской Дикой охоты, Mesnée d’Hellequin, была связана с английской фигурой Herla cyning («хозяин-король»; нем. Erlkönig). Эллекин изображался как чернолицый посланник дьявола, бродящий по сельской местности с группой демонов, преследующих проклятые души злых людей в ад. Внешний вид Эллекина объясняет традиционные цвета красно-черной маски Арлекина.
По одной из версий, Эллекен — это одно из имен Одина, по другой — Херлом был король бриттов (др.-англ. Herla Cyning), по-третьей — Арлекин связан с немецкой балладой о Лесном или Ольховом короле (Erlkönig, где ольха — это Erle), а по четвертой — Арлекин это выродившийся образ Геркулеса.
В XIII веке его упоминает в «Игре о беседке» Адам де ла Аль, а в XIV веке — Данте в «Божественной комедии» (XXI песня Ада), где Аликино (итал. Alichino) — один из бесов.

## История
Псевдоним Арлекино (Arlecchino) выбирает себе актёр Тристано Мартинелли, в начале XVII века игравший при дворе итальянки Марии Медичи, второй жены короля Франции Генриха IV. Этого персонажа также называли Труффальдино, Пасквино, Меццетино, Табарино (по именам актёров, его игравших).
Довольно быстро Арлекин становится неотъемлемым персонажем французского театра. В 1713 году он появляется в комедии Алена-Рене Лесажа «Арлекин, король Серендиба», в 1720 году становится героем комедии Пьера де Мариво «Арлекин, воспитанный любовью» (Arlequin poli par l’amour). На рубеже XVIII—XIX веков во Франции возникли арлекинады, где Арлекин из слуги превратился в центральное действующее лицо.
Неизменными атрибутами внешнего облика Арлекина становятся курточка и штаны с орнаментом из разноцветных треугольников либо ромбов (который также получает название «арлекин»), чёрная маска, закрывающая лицо, остроконечная шляпа-треуголка, воротник-жабо и палка-дубинка.
В XX веке самым известным исполнителем роли Арлекина стал Ферруччо Солери. В классической традиции комедии дель арте Солери играл эту роль всю жизнь. Начиная с 1947 года он сыграл около 2,2 тысячи представлений в спектакле режиссёра Джорджо Стрелера «Арлекин, слуга двух господ».

## Интерпретации образа

### В изобразительном искусстве
В XVIII веке Арлекин обычно предстаёт вместе с другими персонажами комедии дель арте — художников привлекала тема бродячих комедиантов, а также отношения Арлекина и Коломбины и контраст весёлого, динамичного персонажа с печальным и более статичным обликом Пьеро. Арлекин чаще всего возникал на картинах художников, которых волновала тема театра — в первую очередь, это Антуан Ватто и Эдгар Дега. Поль Сезанн драматизировал образ Арлекина, запечатлев его в красно-чёрном трико в своих картинах «Арлекин» и «Пьеро и Арлекин» (1888—1890).
В начале XX века образ Арлекина и его подруги Коломбины стал одним из ключевых в творчестве русского художника, члена объединения «Мир искусства» Константина Сомова. Объединяя в себе темы театра, флирта и «галантных празднеств» эпохи рококо, Арлекин появляется на многочисленных акварелях художника, включая такие работы, как «Арлекин и Смерть» (1907), «Арлекин и дама» (1912 и 1921), «Влюблённый Арлекин» (1912), «Галантная сцена» (1918) и иллюстрации к «Книге маркизы» (1907 и 1918).

### В музыкальном театре

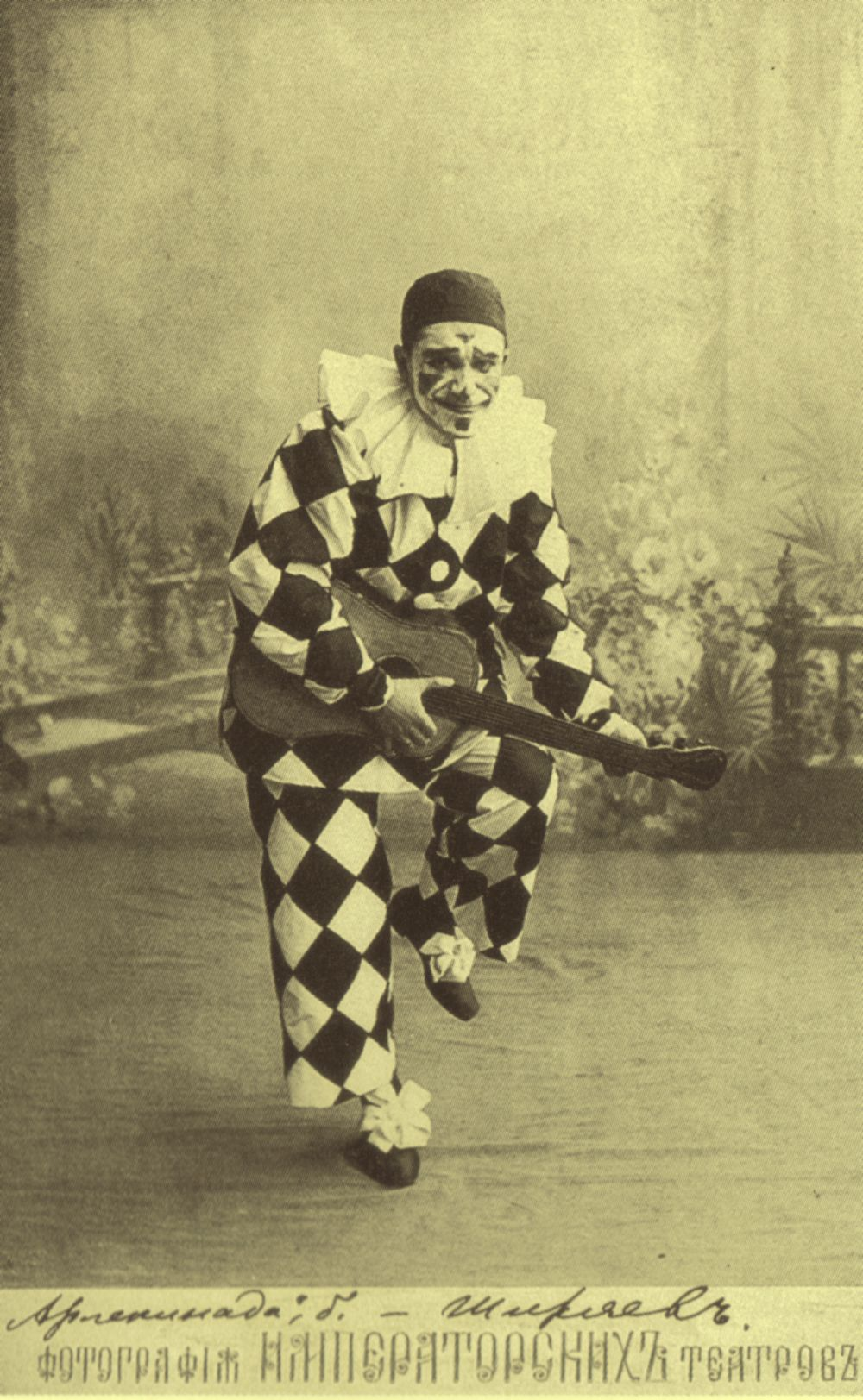
Танцовщик Александр Ширяев в роли Арлекина в балете Мариуса Петипа «Арлекинада» (1900)

В 1900 году в Санкт-Петербурге на сцене Эрмитажного театра состоялась премьера балета Мариуса Петипа на музыку Риккардо Дриго «Арлекинада». Роль Арлекина исполнил Александр Ширяев.
В 1910 Арлекин вновь появляется в одноактном балете Михаила Фокина «Карнавал» на музыку одноимённого фортепьянного цикла Роберта Шумана, сценография и костюмы Льва Бакста. Роль весёлого Арлекина, выступающего соперником меланхоличного Пьеро за сердце Коломбины, исполнял сам Фокин. Балет многократно исполнялся по всему миру в антрепризе «Русских сезонов» Дягилева и нашёл отражение в европейском изобразительном искусстве. По мотивам спектакля в 1986 году был снят фильм-балет «Карнавал» (редакция Константина Сергеева).
В 1917 году Арлекин стал главным героем одноактной оперы Ферруччо Бузони «Арлекин, или Окна» — премьера состоялась в Цюрихском оперном театре.

### В русской литературе
В русской литературе образ Арлекина использует Александр Блок в стихотворении «Свет в окошке шатался» (1902) и в пьесе «Балаганчик» (1906).
Арлекин — один из героев книги Алексея Толстого «Золотой ключик, или Приключения Буратино» и её экранизаций: кинофильма Александра Птушко «Золотой ключик» (1939), мультфильма Иванова-Вано «Приключения Буратино» (1959), диафильма 1953 года и двухсерийного музыкального телефильма Леонида Нечаева «Приключения Буратино», ставшего в СССР особенно популярным. И в сказке и экранизациях Арлекин является куклой и партнёром Пьеро по сцене. Вместе с другими куклами он терпит издевательства и унижения Карабаса-Барабаса. Именно Арлекин должен был, не желая этого, надавать в пьесе Карабаса-Барабаса подзатыльники Пьеро. В конце сказки Арлекин вместе со всеми куклами перешёл к Буратино в театр «Молния».

### Другое
В 1975 году с исполнения песни «Арлекино», за которую она получает гран-при фестиваля «Золотой Орфей», начался взлёт карьеры Аллы Пугачевой.
Образ женщины-Арлекина (Харли Квинн) появляется в американском мультсериале «Бэтмен» (1992), который находит свое развитие в многочисленных продолжениях, в том числе и в фильме «Отряд самоубийц» (2016).
В 2023 году образ Арлекина и наряды из тканей с соответствующим орнаментом стали ключевыми в весенней коллекции от-кутюр Armani Privé модельера Джорджо Армани.
В вышедшей в 2023 году игре Lies of P появляется персонаж Арлекино, который по сюжету игры является одной из первых осознавших себя марионеток и печально прославился как серийный убийца. В вышедшем в 2025 году дополнении Overture Арлекино фигурирует в качестве финального босса.

## Галерея

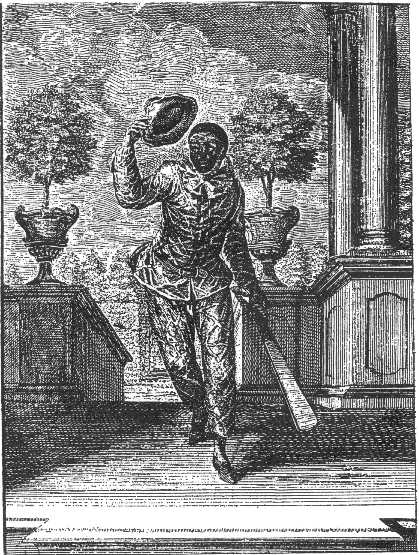
Арлекин. Гравюра  XVIII в.
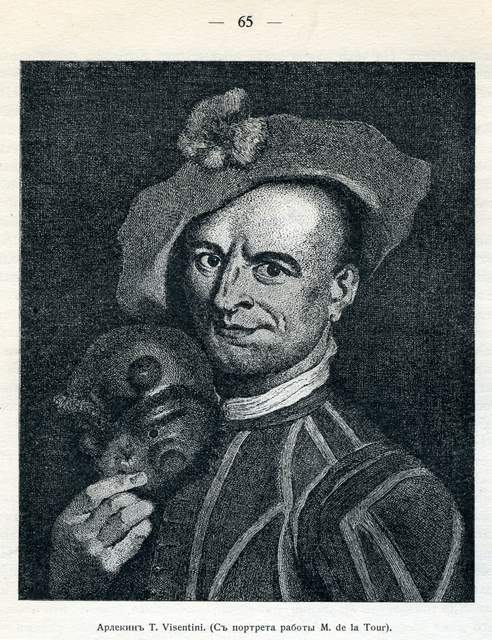
Актёр Т. Визентини с маской Арлекина. Гравюра по картине М. де Латура. XVIII в.
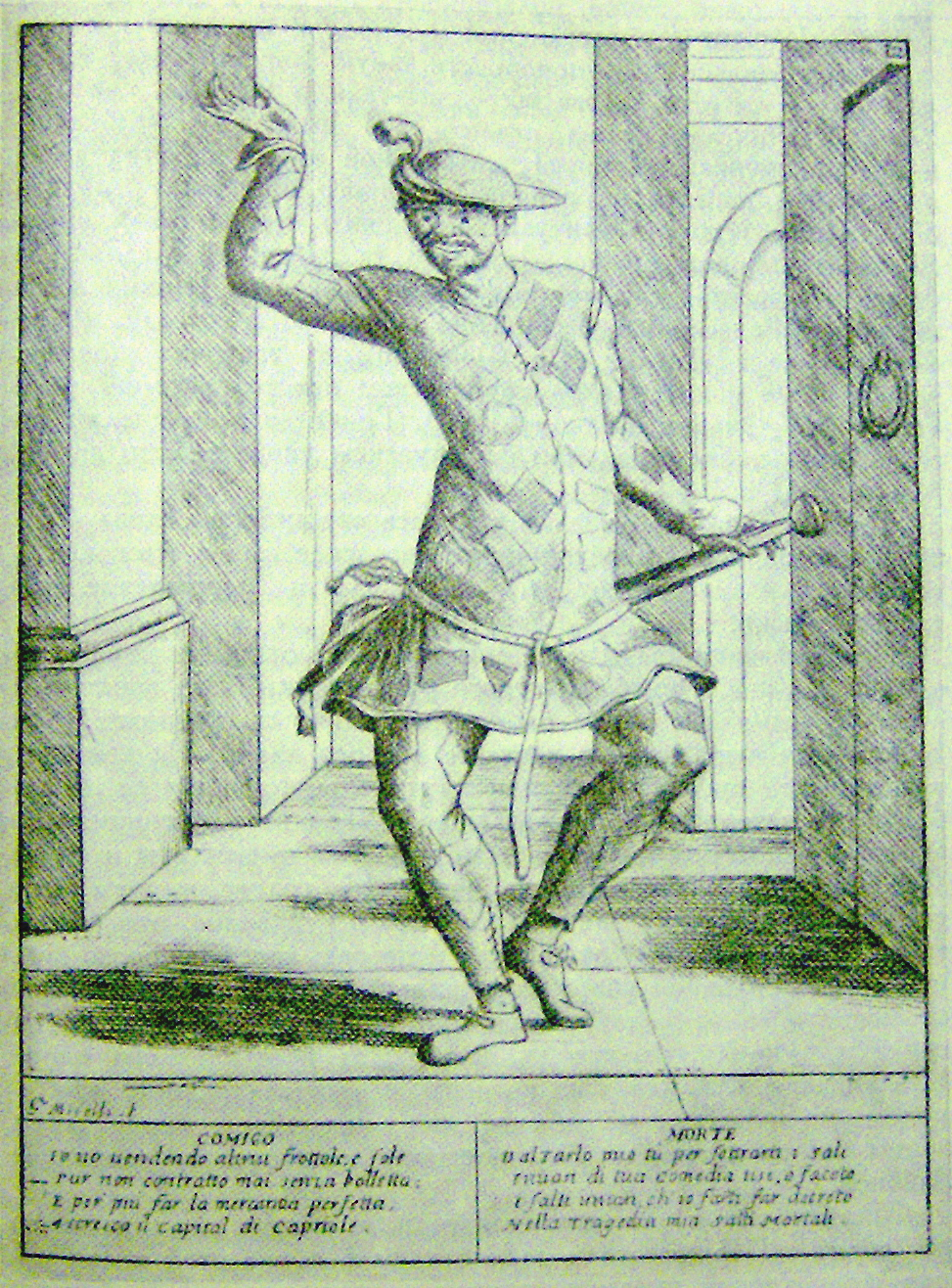
Арлекин. Гравюра Дж. М. Мителли. XVII в.
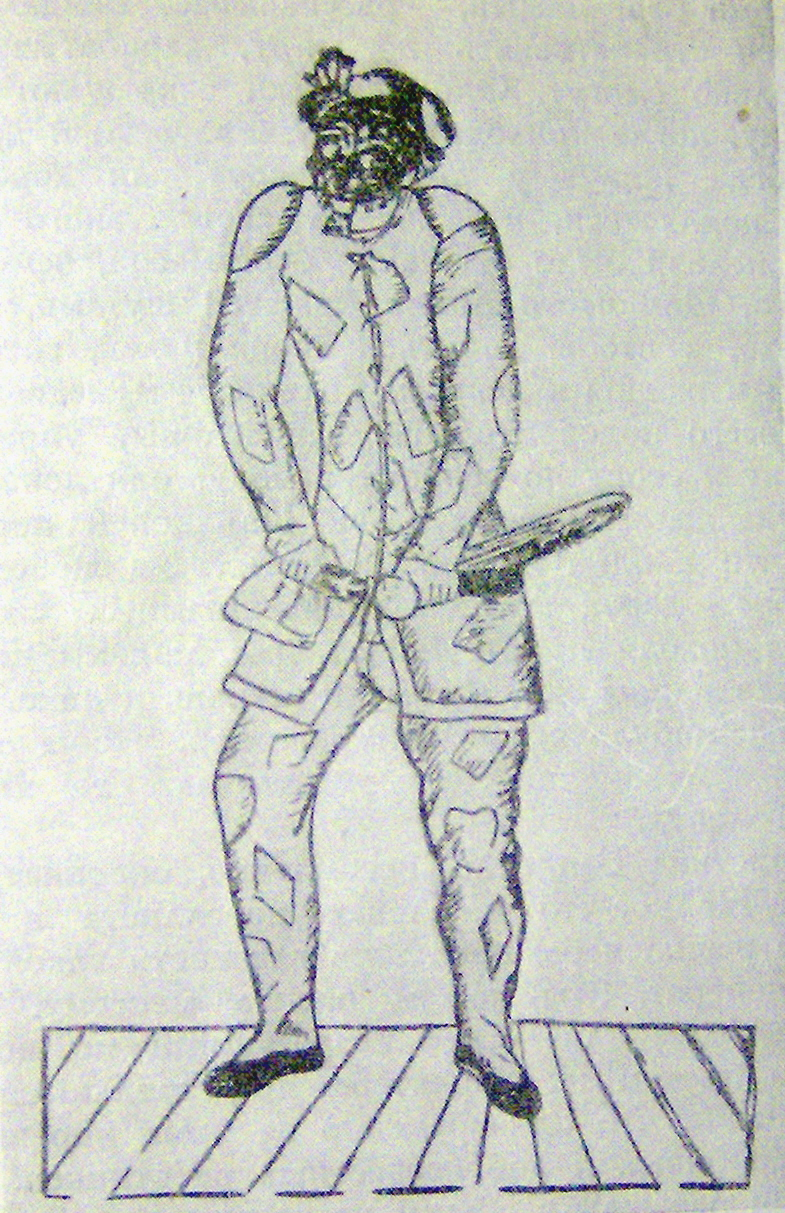
Тристано Мартинелли в роли Арлекина. XVII в.
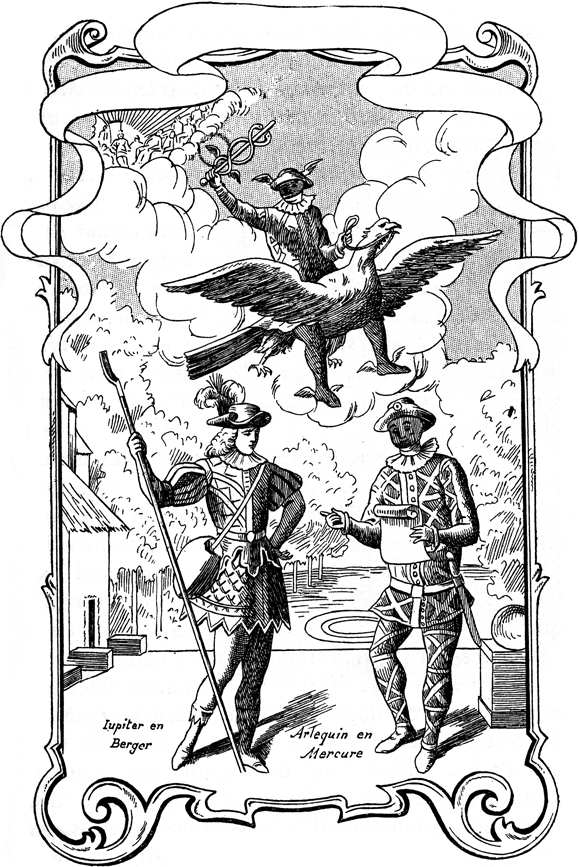
Рисунок к пьесе «Арлекин, галантный посланник». 1685
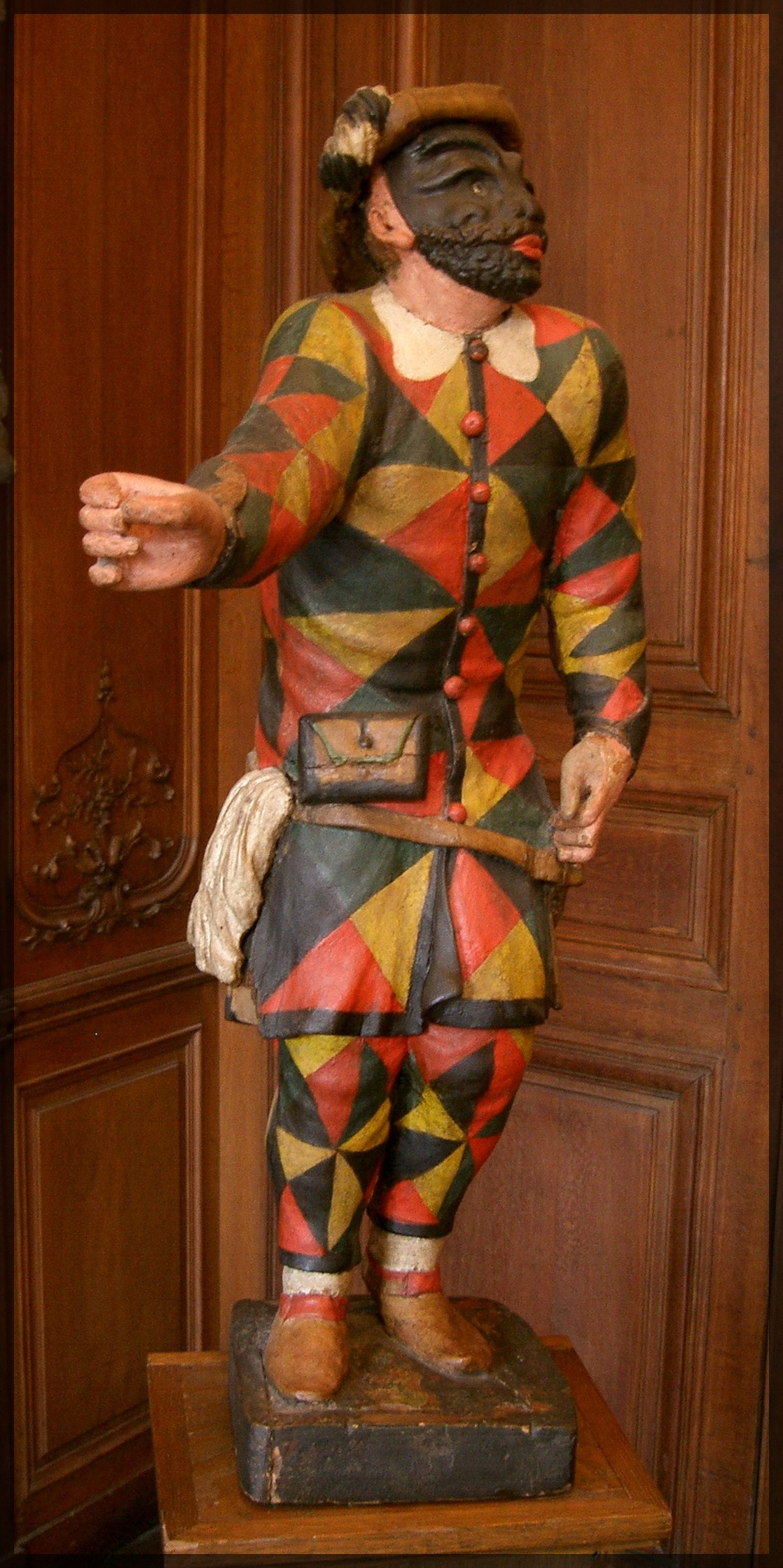
Арлекин. Статуэтка XVIII в.
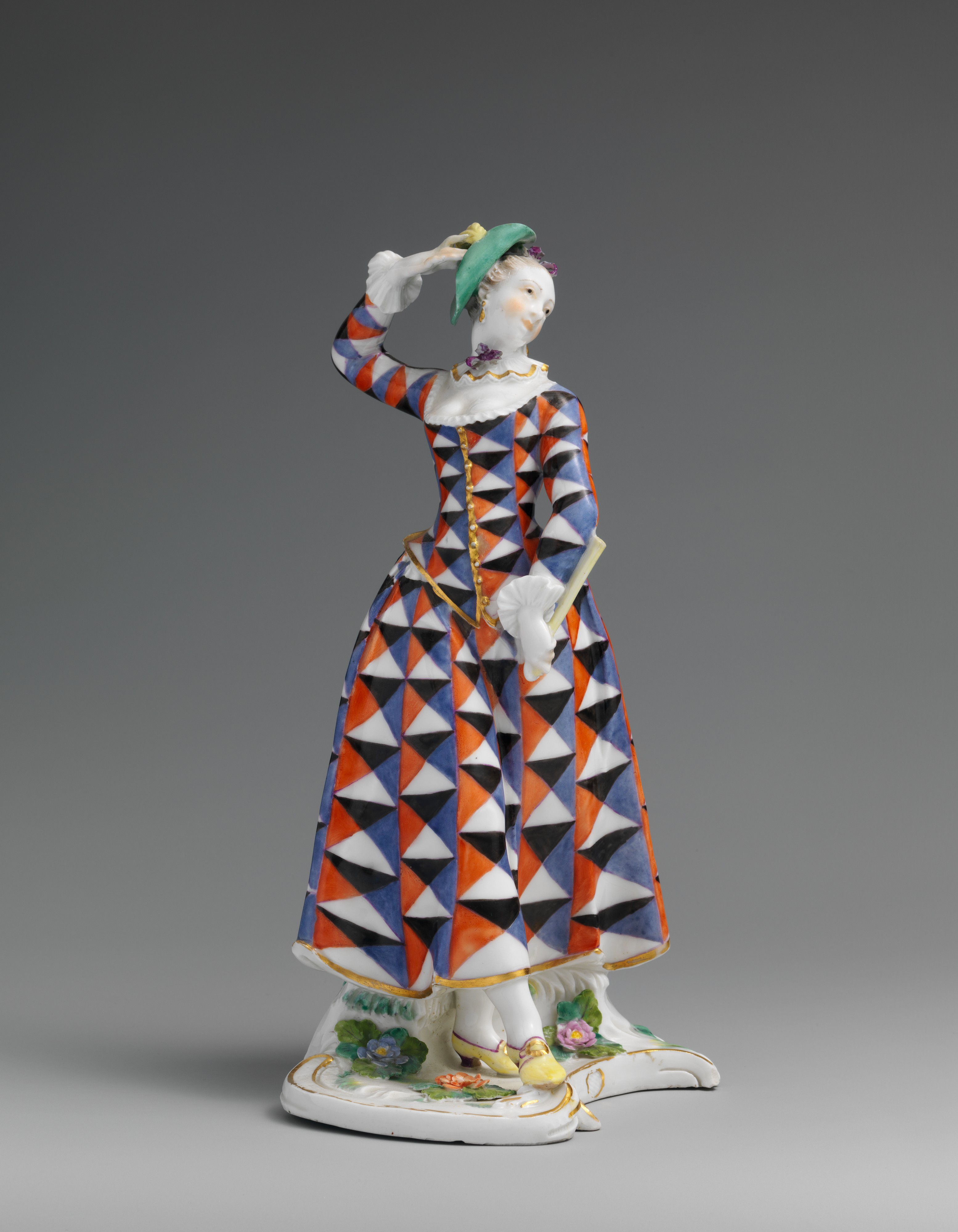
Арлекина. По модели Ф. А. Бустелли. Фарфоровая мануфактура Нимфенбург. 1760-е
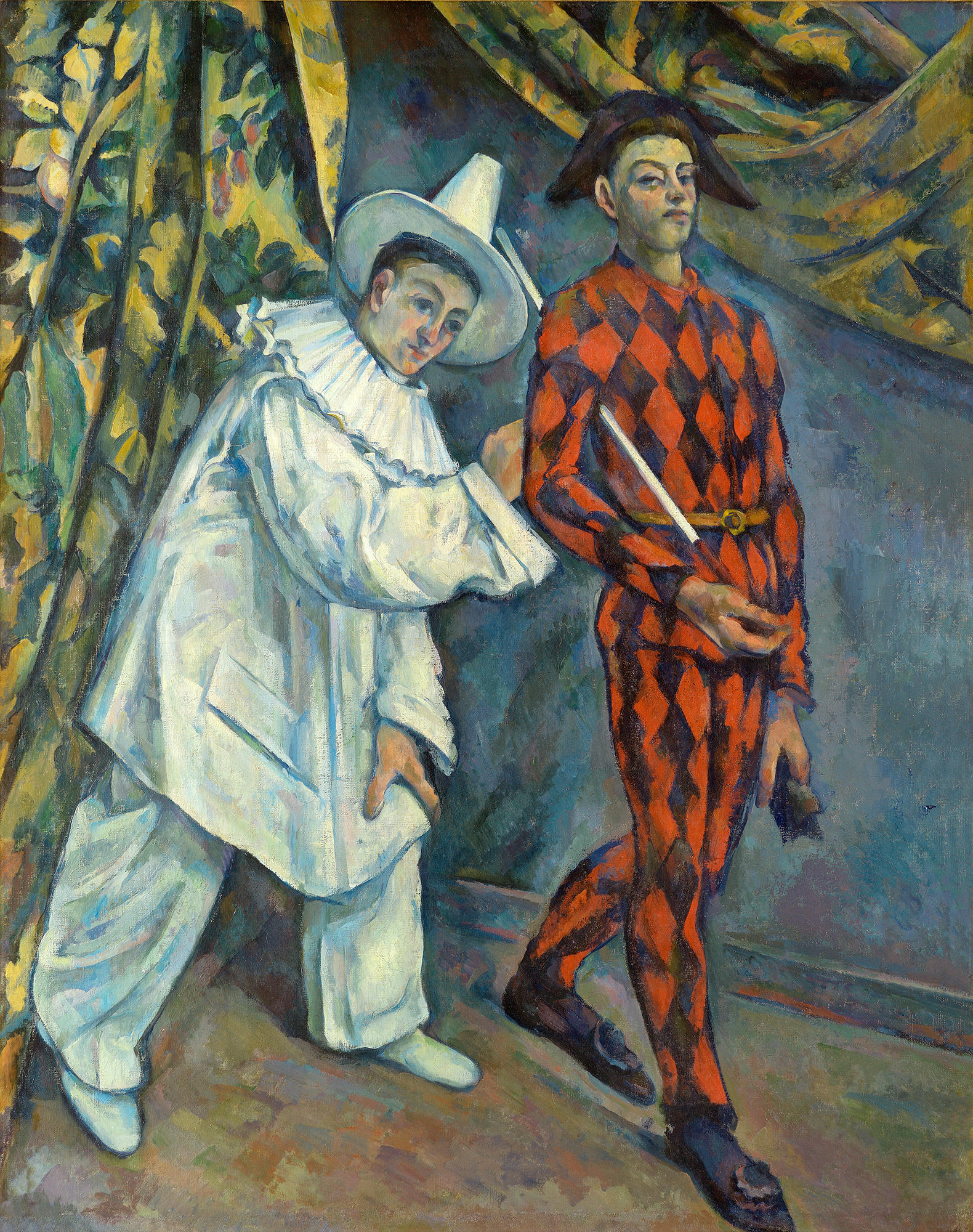
П. Сезанн. Пьеро и Арлекин. 1888
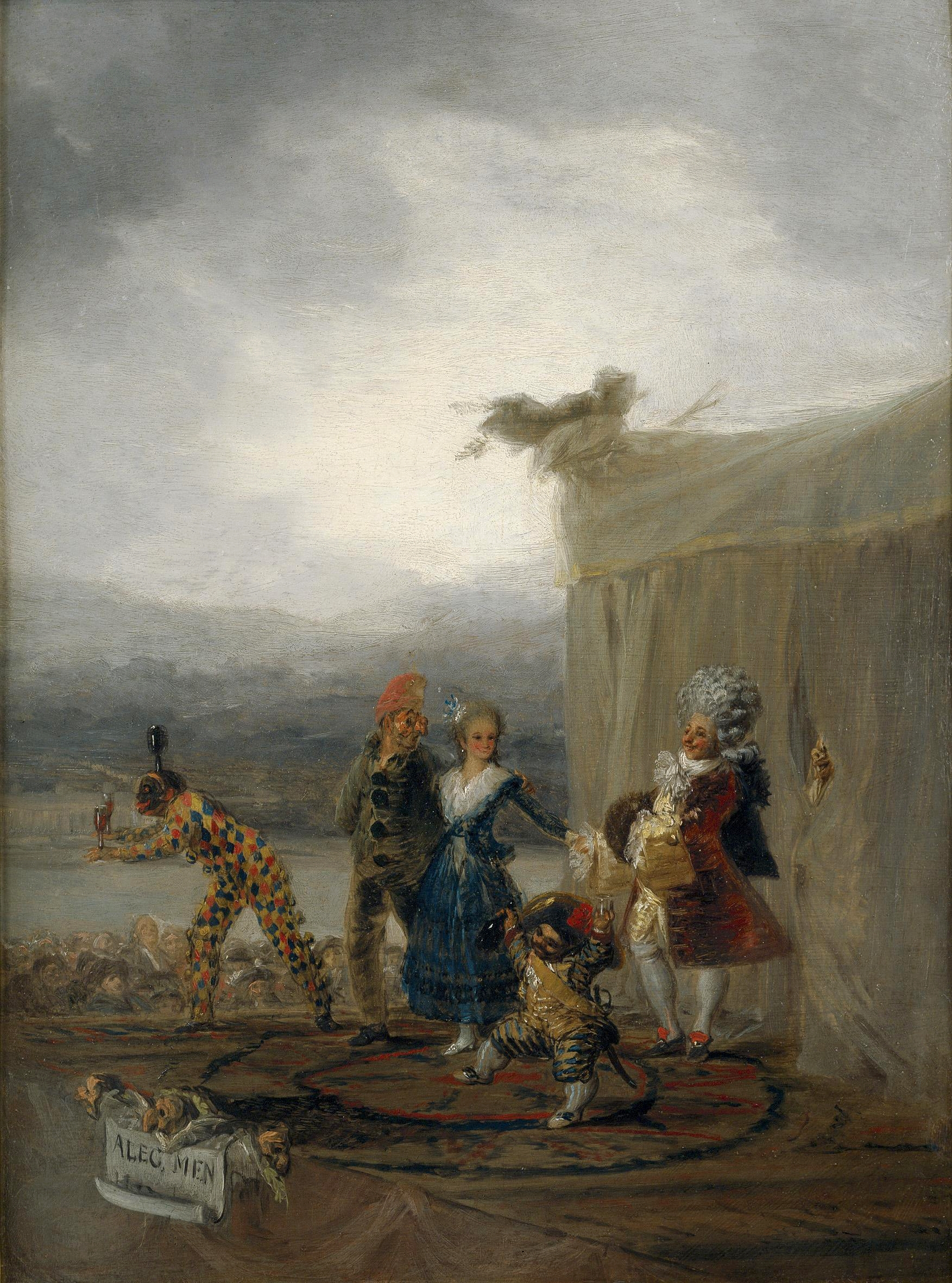
Ф. Гойя.Бродячие комедианты. 1793
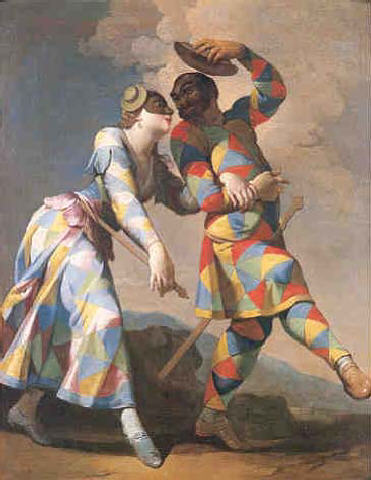
Д. Д. Ферретти. Арлекин и Коломбина. XVIII в.
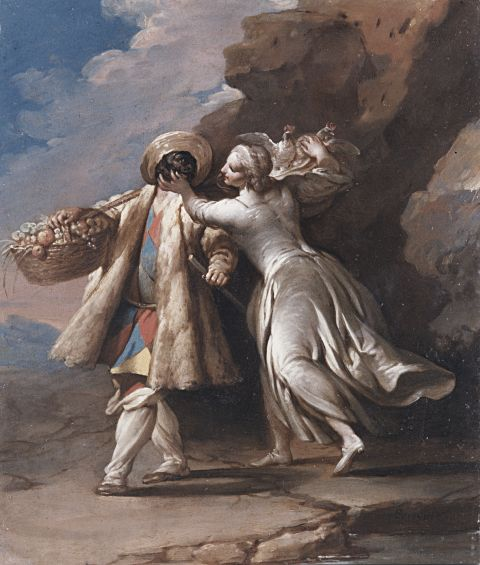
Д. Д. Ферретти. Арлекин — крестьянин. XVIII в.